# Urolophus javanicus
Urolophus javanicus е вид хрущялна риба от семейство Urolophidae. Видът е критично застрашен от изчезване.

## Разпространение
Видът е разпространен само край Ява, вероятно в околностите на Джакарта.